# Amt Dornburg
Das Amt Dornburg war eine territoriale Verwaltungseinheit der Ernestinischen Herzogtümer. Es wurde 1358 aus der Herrschaft Dornburg gebildet. Das Amt gehörte von 1485 bis 1547 den Albertinern, danach den Ernestinern. Von 1572 bis 1603 gehörte es zum Herzogtum Sachsen-Weimar, ab 1603 zum Herzogtum Sachsen-Altenburg, ab 1672 bis 1690 zum Herzogtum Sachsen-Jena, danach wieder zu Sachsen-Weimar und seit 1741 zum Herzogtum Sachsen-Weimar-Eisenach. Nach der Erhebung Sachsen-Weimar-Eisenachs zum Großherzogtum im Jahr 1815 erfuhr das Amt Dornburg eine territoriale Veränderung.
Bis zur Verwaltungs- und Gebietsreform des Großherzogtums Sachsen-Weimar-Eisenach im Jahr 1850 und der damit verbundenen Auflösung bildete das Amt den räumlichen Bezugspunkt für die Einforderung landesherrlicher Abgaben und Frondienste, für Polizei, Rechtsprechung und Heeresfolge.

## Geographische Lage
Das Amt Dornburg zog sich mit seinem nordwestlichen Ausläufer vom Tal der Ilm über die Ilm-Saale-Platte bis ins mittlere Tal der Saale im Osten. Der südwestliche Teil mit Oberndorf, Krippendorf, Groß- und Kleinromstedt war bis 1815/16 durch die bis dahin zum Amt Kapellendorf gehörigen Orte Hermstedt und Stobra vom Hauptteil des Amts getrennt. Weiterhin gehörte zum Amt Dornburg die Exklave Kunitz, welche durch das Amt Jena von Dornburg getrennt war. Zum Amtsgebiet gehörten weiterhin ein Teil des Tautenburger Walds, der Gleißberg bei Kunitz und der Alte Gleisberg bei Graitschen an der Gleise.
Das Amtsgebiet liegt heute in der östlichen Mitte des Freistaats Thüringen. Der Nordwesten des ehemaligen Amts gehört heute zum Landkreis Weimarer Land, der Südosten zum Saale-Holzland-Kreis. Kunitz und Krippendorf sind Ortsteile der kreisfreien Stadt Jena.

## Angrenzende Verwaltungseinheiten
Situation bis zum Wiener Kongress 1815
Folgende Ämter grenzten bis 1815 an das Amt Dornburg (ohne Berücksichtigung von Exklaven ernestinischer Ämter):
- Norden: Amt Roßla (1572 zum Herzogtum Sachsen-Weimar, 1603 zum Herzogtum Sachsen-Altenburg, 1672 zu Sachsen-Weimar, ab 1741 zum Herzogtum Sachsen-Weimar-Eisenach)
- Nordosten: Exklave Pfuhlsborn des  Amts Tautenburg, Exklave Niedertrebra des Amts Eckartsberga (beide zum Kurfürstentum Sachsen, ab 1806 Königreich Sachsen)
- Osten: Amt Camburg (1572 zum Herzogtum Sachsen-Weimar, 1603 zum Herzogtum Sachsen-Altenburg, 1672–1680 und ab 1707 zum Herzogtum Sachsen-Gotha-Altenburg, 1680–1707 zum Herzogtum Sachsen-Eisenberg)
- Südosten: Amt Tautenburg (Kurfürstentum Sachsen, ab 1806 Königreich Sachsen); Amt Bürgel (1572 zum Herzogtum Sachsen-Weimar, 1672 zum Herzogtum Sachsen-Jena, 1690 zu Sachsen-Weimar, ab 1741 zum Herzogtum Sachsen-Weimar-Eisenach)
- Süden: Amt Jena (1572 zum Herzogtum Sachsen-Weimar, 1672 zum Herzogtum Sachsen-Jena, 1690 zu Sachsen-Eisenach, ab 1741 zum Herzogtum Sachsen-Weimar-Eisenach); Exklave der Kommenden Zwätzen und Lehesten (zum Amt Eckartsberga; Kurfürstentum Sachsen, ab 1806 Königreich Sachsen)
- Südwesten:  Amt Kapellendorf  (Stadt Erfurt, 1508 wettinischer Pfandbesitz, 1667 zum Herzogtum Sachsen-Weimar, ab 1741 zum Herzogtum Sachsen-Weimar-Eisenach)
- Westen: Amt Weimar (Herzogtum Sachsen-Weimar, ab 1741 Herzogtum Sachsen-Weimar-Eisenach)
- Nordwesten: Amt Heusdorf (1572 zum Herzogtum Sachsen-Weimar, 1603 zum Herzogtum Sachsen-Altenburg, 1672 zum Herzogtum Sachsen-Jena, 1690 zum Herzogtum Sachsen-Weimar, ab 1741 zum Herzogtum Sachsen-Weimar-Eisenach)

Weiterhin grenzte das Amt an folgende Exklaven ernestinischer Ämter:
- Süden: Stiebritz (zum Amt Heusdorf)
- Südwesten: Vierzehnheiligen (zum Amt Camburg)
- Westen: Wiegendorf (zum Amt Kromsdorf)

Im Amt lag bis kurz nach 1815 die Exklave Stobra/Hermstedt des Amts Kapellendorf, welche das Amt Dorndorf in einen größeren östlichen und einen kleineren westlichen Teil trennte. Beide Orte gingen nach 1815 im Amt Dornburg auf.
Der zum Amt Dornburg gehörige Ort Kunitz lag fast vollständig im Amt Jena.
Situation nach dem Wiener Kongress 1815 und der Vergrößerung des Amts
Nach dem Wiener Kongress 1815 grenzte das territorial veränderte Amt Dornburg an folgende Verwaltungseinheiten:
- Westen und Norden: Amt Roßla (Großherzogtum Sachsen-Weimar-Eisenach)
- Osten: Amt Camburg (Herzogtum Sachsen-Gotha-Altenburg, ab 1826 Herzogtum Sachsen-Meiningen)
- Südosten: Amt Bürgel mit Tautenburg (Großherzogtum Sachsen-Weimar-Eisenach)
- Süden: Amt Jena (Großherzogtum Sachsen-Weimar-Eisenach)
- Südwesten: Amt Weimar (Großherzogtum Sachsen-Weimar-Eisenach); Exklave Vierzehnheiligen des Amts Camburg (Herzogtum Sachsen-Gotha-Altenburg, ab 1826 Herzogtum Sachsen-Meiningen)

## Geschichte

### Herrschaft Dornburg
Die Siedlung Dornburg wurde erstmals 937 nach dem Machtantritt der Liudolfinger als civitas (Pfalz, befestigte Siedlung) urkundlich erwähnt. Der Name der Siedlung Dornburg leitet sich aus der wahrscheinlich im 9. Jahrhundert als karolingische Reichsburg entstandenen Dornburg ab. Im 10. Jahrhundert geriet sie gemeinsam mit der Burg Kirchberg bei Jena unter den Ottonen stärker in die Reichspolitik. Mit dem Ende des letzten Liudolfingers, Heinrich II., 1025 verlor die Pfalz Dornburg ihre Bedeutung, sie blieb aber in Reichsbesitz.
Im Jahre 1083 erhielt Wiprecht von Groitzsch die Dornburg für seine Verdienste von König Heinrich IV. zu Lehen. Später war sie an die als Reichsministeriale eingesetzten Herren von Lobdeburg verlehnt, die in einer verfälschten Urkunde 1221/1261 als Gerichtsherren auftreten. Spätestens 1282 erhielten die Schenken von Vargula vom Kaiser Dornburg als Reichslehen, obwohl diese schon zuvor Besitz im Umfeld der Burg hatten. Der auf der Burg ansässige Familienzweig nannte sich in der Folgezeit „Schenken von Dornburg“.
Bis zum Thüringer Grafenkrieg (1342–46) konnten die Schenken Dornburg als Lehen halten. Beim Verkauf an die Grafen von Schwarzburg und von Orlamünde wurde Dornburg im Jahr 1343 erstmals als Stadt mit Bürgern genannt. Noch im selben Jahr zwangen die Wettiner den neuen Besitzern die Lehnsherrschaft auf, welche nach Ende des Krieges bestehen blieb.

### Amt Dornburg (1358 bis 1815)
1358 wurde Dornburg unter die direkte Verwaltung der Wettiner gestellt und mit einem Amtmann besetzt. Das Amt Dornburg existierte bis zum Anfang des 19. Jahrhunderts fast unverändert. 1404 erhielt das benachbarte Amt Camburg einen eigenen Amtmann, der seinen Sitz ebenfalls in Dornburg hatte. Die beiden Ämter Dornburg und Camburg wurden bis ins 17. Jahrhundert gemeinsam verwaltet.
Die Wettiner verpfändeten die Burg Dornburg in den Jahren nach 1358 des Öfteren, so dass ein häufiger Besitzerwechsel stattfand. Im Sächsischen Bruderkrieg 1451 wurde die alte Reichsburg belagert, erobert und schwer beschädigt. Auf ihren Grundmauern erbaute man wahrscheinlich danach das heute sogenannte Alte Schloss, welches im 16. Jahrhundert einige grundlegende Umbauten erhielt.
Nach mehrfachen, vorläufigen Teilungen unter den Wettinern kam es 1485 durch die Leipziger Teilung zur endgültigen Trennung in die albertinische und die ernestinische Linie, bei der die Ämter Dornburg und Camburg an die Albertiner kamen. Dabei wurde dem Amt Dornburg die „Pflege Gleißberg“ mit den Dörfern Kunitz, Golmsdorf, Naura, Beutnitz, Löberschütz, Laasan, und Gniebsdorf angegliedert. Bei einer Revision des Teilungsvertrages am 25. Juni 1486 in Naumburg kam die Pflege Gleißberg an den Kurfürsten Ernst von Sachsen zurück. Nur Kunitz verblieb weiter beim damals albertinischen Amt Dornburg und bildete dadurch eine Enklave im ernestinischen Amt Jena.
Die sächsische Erbprinzessin Elisabeth von Rochlitz (1502–1557), geborene Landgräfin von Hessen, erhielt 1543 die albertinischen Ämter Dornburg und Camburg, nachdem sie auf ihr 1537 zugeteiltes Wittum (Ämter Rochlitz und Kriebstein) verzichtete.
Nach der Wittenberger Kapitulation wurden die Ämter Dornburg und Camburg 1547 den Ernestinern übergeben. Bei der Erfurter Teilung 1572 kamen sie an das Herzogtum Sachsen-Weimar und bei dessen Teilung 1603 an das Herzogtum Sachsen-Altenburg. Nachdem die ältere Linie Sachsen-Altenburg im Jahr 1672 ausstarb, wurde das Amt Dornburg bei der nun erfolgten Landesteilung dem Herzogtum Sachsen-Weimar zugeteilt. Das Amt Camburg kam hingegen an das Herzogtum Sachsen-Gotha, welches sich seitdem Sachsen-Gotha-Altenburg nannte.
Das durch Anfall eines Teils von Sachsen-Altenburg vergrößerte Herzogtum Sachsen-Weimar teilte sich im gleichen Jahr erneut, wodurch das Amt Dornburg seit 1672 zum Herzogtum Sachsen-Jena gehörte. Nach dem Erlöschen dieses Herzogtums im Jahr 1690 erfolgte erneut eine Landesteilung, bei der das Amt Dornburg dem Herzogtum Sachsen-Weimar zugeteilt wurde.
Nachdem Herzog Ernst August von Sachsen-Weimar 1717 aus dem Alten Schloss in Dornburg ausgezogen war, wurde dieses Sitz der Verwaltung des Amtes Dornburg. Mit der Vereinigung der Herzogtümer Sachsen-Weimar und Sachsen-Eisenach im Jahr 1741 gehörte das Amt Dornburg seitdem zum Herzogtum Sachsen-Weimar-Eisenach.

### Amt Dornburg (1815 bis zur Auflösung 1850)
Durch die Auswirkungen des Wiener Kongresses wurde das Herzogtum Sachsen-Weimar-Eisenach im Jahr 1815 zum Großherzogtum erhoben. Damit verbunden waren etliche Gebietszugewinne, u. a. Teile des Thüringer Kreises des Königreichs Sachsen. Dem Amt Dornburg wurden die ehemaligen königlich-sächsischen Orte Steudnitz, Pfuhlsborn (Exklave), Großheringen (Exklave) (alle vom Amt Tautenburg) und Lachstedt (Exklave) (vom Amt Naumburg) angegliedert. 
Von den angrenzenden sachsen-weimarischen Ämtern erhielt das Amt Dornburg nach 1815 die Orte Hermstedt und Stobra aus dem Amt Kapellendorf, den Ort Hainichen aus dem Amt Jena und den Ort Stiebritz vom aufgelösten Amt Heusdorf. Die Amtsorte Flurstedt, Oberndorf, Obertrebra und Sulzbach wurden hingegen dem Amt Roßla angegliedert.
1849/50 erfolgte im Großherzogtum Sachsen-Weimar-Eisenach die Trennung der Rechtsprechung von der Verwaltung. Dabei wurden auch die im Amt bestehenden Patrimonialgerichte aufgehoben. Das Amt Dornburg kam mit anderen Ämtern des Weimarer Kreises zum Verwaltungsbezirk Weimar II, der auch als II. Verwaltungsbezirk bezeichnet wurde und 1868 den Namen „Verwaltungsbezirk Apolda“ erhielt.
Für die Jurisdiktion des aufgehobenen Amts Dornburg wurde dabei 1850 das Justizamt Dornburg errichtet, zu dem der Großteil des Amts und einige angrenzende Orte anderer Ämter gehörten. Mit Inkrafttreten des Gerichtsverfassungsgesetzes am 1. Oktober 1879 wurde das Justizamt Dornburg aufgelöst und die Orte zwischen den Amtsgerichten Apolda und Jena aufgeteilt.

## Zugehörige Orte

### Orte, die vor 1815 zum Amt Dornburg gehörten
Städte
- Dornburg

Amtsdörfer
| - Dorndorf - Flurstedt - Graitschen (bei Bürgel) (Weimarischer Anteil) - Großromstedt - Hirschroda | - Kleinromstedt - Kösnitz - Krippendorf - Kunitz (Exklave) - Naschhausen | - Oberndorf - Obertrebra - Sulzbach - Utenbach - Wilsdorf | - Wormstedt - Zimmern |

Burgen und Schlösser
- Dornburger Schlösser

Wüstungen
- Bernsroda (bei Hirschroda)
- Zeptritz, Hermnitz und Krahndorf (bei Utenbach)

### Orte, die nach 1815 zum Amt Dornburg kamen
von anderen Ämtern des Herzogtums Sachsen-Weimar-Eisenach
- Hainichen (1822 vom Amt Jena)
- Hermstedt (vom Amt Kapellendorf)
- Stiebritz (1818 vom Amt Heusdorf)
- Stobra (vom Amt Kapellendorf)

vom Königreich Sachsen
- Großheringen (Exklave des Amts Tautenburg)
- Pfuhlsborn (Exklave des Amts Tautenburg)
- Steudnitz (vom Amt Tautenburg)
- Lachstedt (Exklave des Amts Naumburg)

### Orte, die nach 1815 vom Amt Dornburg zum Amt Roßla kamen
- Flurstedt
- Oberndorf
- Obertrebra
- Sulzbach